# Knickerbocker glory
Knickerbocker glory là một loại kem sundae nhiều lớp đựng trong một chiếc ly lớn hình nón cao và thưởng thức bằng một chiếc thìa dài đặc biệt, phổ biến nhất là ở Vương quốc Liên hiệp Anh và Ireland.
Knickerbocker glory được mô tả lần đầu tiên vào thập niên 1920, có thể chứa kem lạnh, kem sữa, trái cây và bánh trứng đường. Các lớp có vị ngọt khác nhau này xen kẽ trong một chiếc ly cao và trên cùng là các loại xi-rô khác nhau, nhiều loại hạt, kem tươi và thường là một quả anh đào. Sự tồn tại của các lớp này, tạo ra các sọc đỏ và trắng, giúp phân biệt món này với một loại sundae cao và mang lại tên gọi cho món Knickerbocker glory. Tại nước Mỹ, món ăn này thường gọi là parfait, dù thỉnh thoảng vẫn sử dụng cái tên knickerbocker glory.

## Lịch sử và từ nguyên
Người ta cho rằng hình thức ban đầu của kiểu Knickerbocker glory này bắt nguồn từ New York vào đầu thập niên 1900. Cái tên knickerbocker (vì nó liên quan đến món ăn) được cho là được đặt theo tên của Khách sạn Knickerbocker ở Manhattan, New York. Vào đầu thập niên 1900, khách sạn có màu hồng kem và được cư dân New York biết đến nhiều. Sau khi nó đóng cửa vào năm 1920, một món ăn cao màu hồng và kem đã được tạo ra để tôn vinh khách sạn và từ glory (vinh quang) đã được thêm vào tên gọi của món ăn. Đến thập niên 1920, món ăn này du nhập vào Vương quốc Liên hiệp Anh và được hoan nghênh nhiệt liệt.